# 킵차크인

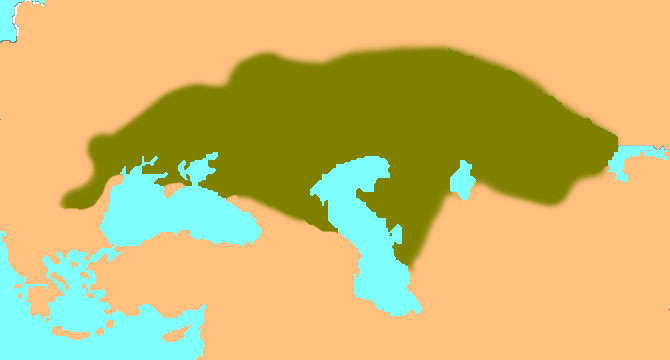
12세기경 초의 유라시아의 킵차크인

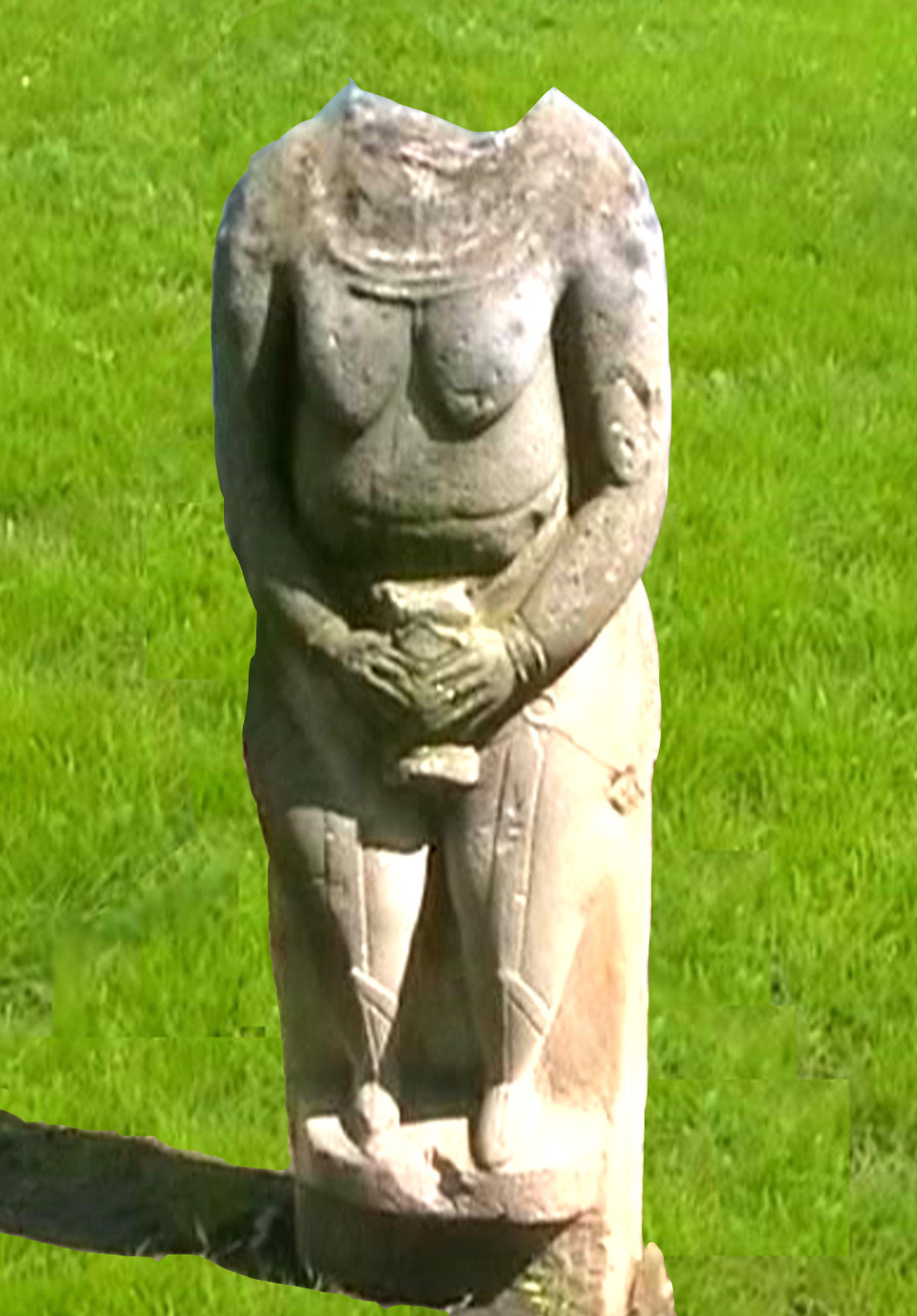
루한스크에 있는 킵차크 석상(우크라이나)

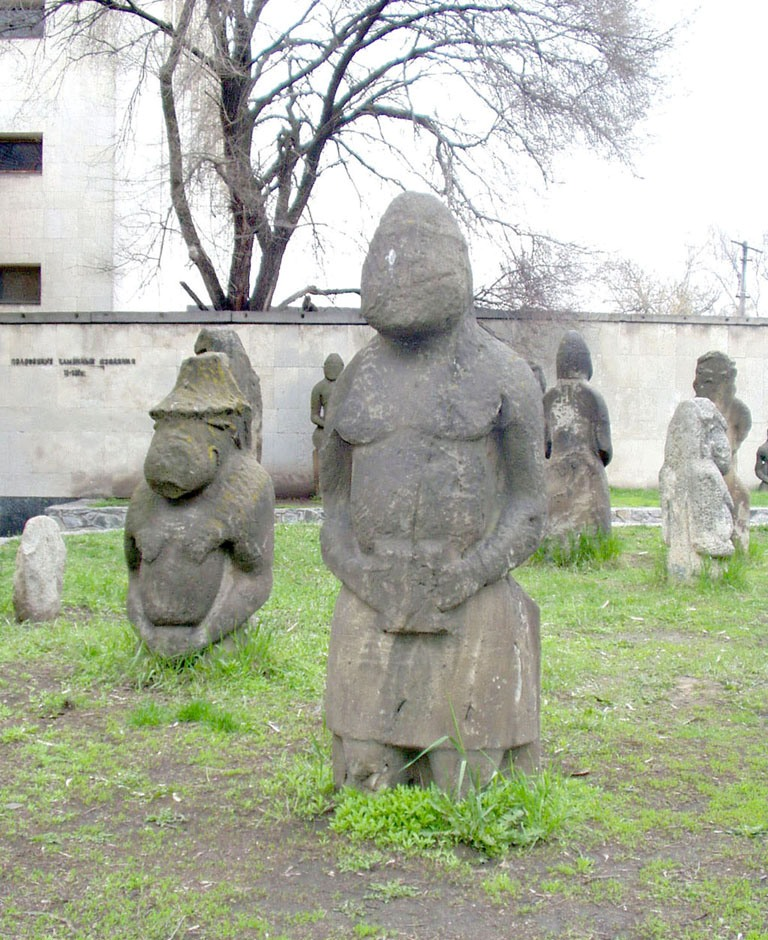
드니프로페트로우스크에 존재하는 킵차크 초원 미술.

킵차크인(Kipchak人, 우크라이나어: Кипчаки 킵차키[*], 크림 타타르어: Qıpçaq 큽차크, 카라차이발카르어: Къыпчакъ, 우즈베크어: Qipchoq 킵초크, 카자흐어: Қыпшақ, 키르기스어: Кыпчак, 노가이어: Кыпчак)은 중세에 유라시아 스텝에 거주하던 튀르크족 유목민이다. 기원전 1번째 천년에 중앙아시아의 역사적 기록에 처음 언급되었다.

## 역사
킵차크 인은 투르크계의 시인과 전사들의 연합이었으며, 우크라이나인과 벨라루스인에게 폴로비치로 알려졌다. 그들은 유르트라는 움직일 수 있는 천막에 생활했고 이르티시강 유역에서 왔다. 킵차크 연합의 어떤 부족들은 아마 중국의 국경 근처에 기원을 했다. 그리고 그 후에 9세기 사이에 서부 시베리아로 이동했고, 서쪽으로 나아가서 볼가강 유역 건너편으로 이주했다(지금의 카자흐스탄).
그들이 차지하는 광대한 유라시아의 초원의 지역으로 뻗어갔으며, 아랄해의 북쪽 지역과 서쪽으로 흑해 북쪽 지역(지금의 우크라이나와 남서부 러시아)에 뻗어나가서 유목 지역(데쉬트 이 킵차크)을 발견했다. 그들은 나중에 몰다비아로 알려진 땅과 왈라키아와 트란실바니아 일부를 11세기쯤에 침입했고 그들은 비잔티움 제국과 헝가리 왕국으로부터 약탈을 계속했다.
11세기 후반에서 12세기 초에 걸쳐 킵차크 인들은 비잔티움 제국, 키예프 루스, 마자르족 그리고 페체네그 인과 함께 다양한 갈등과 복잡한 관계가 생겼다. 동맹은 그들 자신과 함께 다른 시간, 다른 편의 하나였다. 1089년에 그들은 헝가리의 라디슬라오 1세에게 패배하고 12세기에 다시 키예프 루스의 대공인 블라디미르 모노마흐에게 패배했으며 결국 1241년에 몽골족에게 박살이 났다. 몽골제국의 와해 후에 지금의 러시아, 우크라이나 그리고 벨라루스에 킵차크 칸국이라고 부르는 몽골 제국의 가장 서쪽의 한국(汗國) 구성의 일부분이 되었다.
쿠만족은 헝가리로 도망쳐서 그들의 전사들은 로마 가톨릭(라틴계의) 십자군과 비잔티움 제국의 용병이 되었다. 이집트의 맘루크의 첫 번째 왕조인 바흐리 왕조의 구성원은 킵차크 인이었다. 가장 두드러진 예 중에 하나로 바이바르스는 크림반도의 솔하트에서 태어났다.

## 언어와 문화
킵차크 인은 투르크계 언어로 말했으며, 가장 중요한 현존하는 기록물은 13세기 후반에 킵차크어와 라틴어로 된 단어사전인 쿠마니쿠스 사본(Codex Cumanicus)이다. 투르크어를 사용하는 맘루크들의 이집트에서 현존하는 킵차크-아랍어사전과 문법책 편찬 또한 활발했으며 몇몇의 고 투르크어 연구는 의의가 있다. 현대 킵차크어파 언어들의 조상으로 여겨진다.

## 현대
현대의 북서 투르크어 분파인 킵차크어파는 킵차크의 이름을 딴 분류이다. 킵차크 인의 후손 중 일부는 현재 시베리아 타타르족, 노가이족, 바쉬키르족, 카자흐족, 타타르족(일부), 크림 타타르족(일부), 카라차이 족(일부), 크림착, 카라임족(일부), 쿠미크족(일부)으로 알려져 있다.
킵차크 인은 현대의 카자흐 족과 키르기스 족 절대다수의 주민이 후손이다. 킵차크 인은 오늘날 카자흐스탄의 카자흐 부족의 이름뿐만 아니라 오늘날의 키르기스스탄 키르기스 부족의 이름이다.
또한 그곳에서 크림반도에 존재하는 킵차크라는 마을의 이름이 지어졌다.

## 같이 보기
- 바흐리 왕조
- 스투그나 강 전투
- 칼카강 전투
- 쿠마니쿠스 사본
- 쿠만인
- 하자르족
- 그루지아의 킵차크인
- 맘루크
- 페체네그인
- 이고르 공의 출정 이야기

## 더 읽을 것
- Csáki, E. (2006). Middle Mongolian loan words in Volga Kipchak languages. Turcologica, Bd. 67. Wiesbaden: Harrassowitz. ISBN 344705381X